# مارانو دي نابولي
Marano di Napoli مارانو دي نابولي هي مدينة في جنوب إيطاليا في مقاطعة نابولي، ضمن إقليم كامبانيا، تبعد عن نابولي 9 كيلومترات، ومساحتها 15.5 كيلومتر مربع، عدد سكانها 58.938 نسمة.

## السكان
في سنة 1861 بلغ عدد السكان 5٬439 نسمة، وتطور العدد ليصل في سنة 2011 لـ 57٬204 نسمة.
يظهر هذا المخطط البياني تطور النمو السكاني لـ مارانو دي نابولي

## توأمة
لمارانو دي نابولي اتفاقيات توأمة مع:
- دراس